# Augustin Bouchereau
Pour les articles homonymes, voir Bouchereau.
Augustin François Bouchereau est un homme politique français né le 28 août 1756 à Châtillon-sur-Indre (ancienne paroisse de Toiselay, devenue un quartier de la commune) et mort le 23 janvier 1841 à Chauny dans l'Aisne.

## Biographie
Il est le fils de Jacques Auguste Bouchereau, notaire royal et de Marie Geoffroy. 
Commis archiviste, secrétaire de district et capitaine de la milice nationale de Chauny, il est élu député de l'Aisne à la Convention, comme deuxième suppléant. Il est admis à siéger le 8 novembre 1792, et vote la mort de Louis XVI. Il est ensuite chargé de la surveillance des forêts de l'Aisne. Il est conseiller de préfecture sous le Consulat, puis juge de paix.
Il se marie le 7 brumaire an III (28 octobre 1794) à Chauny avec Marie Rose Segard, veuve de Maurice Tétart.
Son frère, Feréol Bouchereau, chef de bureau du comité de Législation de la Convention en 1794, décède en 1826.